# Débat parlementaire britannique

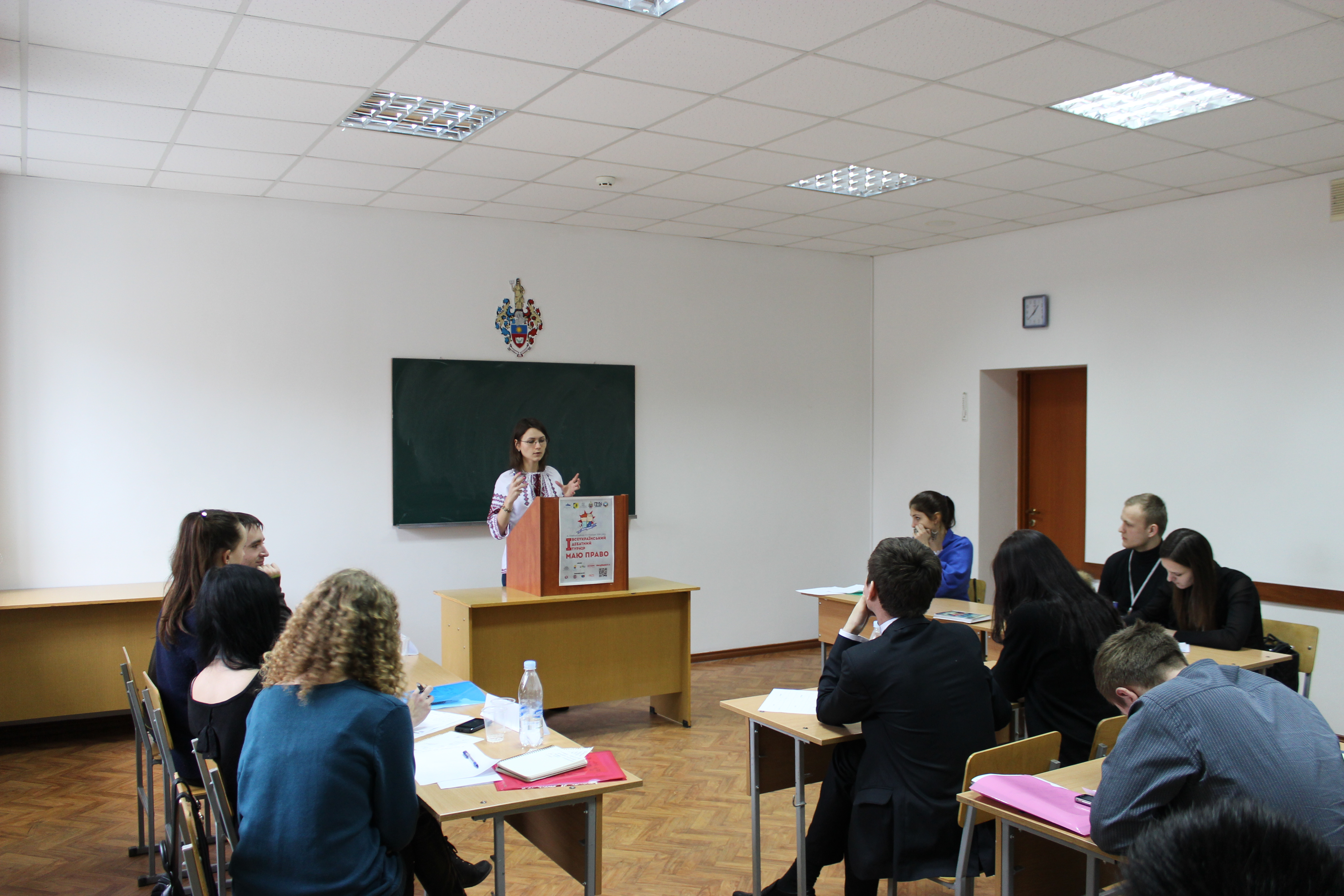
Débat dans une école d'Ukraine. Le leader adjoint de l'opposition prend la parole.

Le style de débat parlementaire britannique  (ou son équivalent anglophone "British parliement") est une forme de débat académique né à Liverpool au milieu des années 1800. Il est devenu populaire dans l'enseignement dans les pays d'Europe, d'Afrique, d'Asie, d'Océanie et d'Amérique du Nord et du Sud. C'est le style officiel du World Universities Debating Championship (WUDC); de tournois majeurs régionaux et nationaux tels que le championnat panafricain de débat universitaire (PAUDC), le championnat de débat de toutes les universités nigérianes (ANUDC), le championnat de débat universitaire du Zimbabwe (ZUDC), le championnat de débat parlementaire asiatique britannique (ABP), le débat ouvert de Lagos (LDO) et le Championnat européen de débats universitaires (EUDC); ainsi que de tournois en langue non anglaise tels que le Championnat du monde de débat universitaire en espagnol et le Championnat du monde de débat en langue portugaise . Les prises de parole durent généralement de cinq à sept minutes.

## Terminologie
Comme ce style de débat est inspiré de la procédure parlementaire britannique, les deux parties sont appelées le gouvernement et l'opposition . Les orateurs sont nommés de manière symétrique :
1. Ouverture pour le gouvernement ( première équipe):
  1. premier ministre
  2. Vice premier ministre
2. Ouverture pour l'opposition ( deuxième équipe):
  1. Leader de l'opposition
  2. Leader adjoint de l'opposition
3. Clôture pour le gouvernement ( troisième équipe) :
  1. Membre du gouvernement
  2. Censeur du gouvernement
4. Clôture pour l'opposition ( quatrième équipe):
  1. Membre de l'opposition
  2. Censeur de l'opposition

(Bien que les deux équipes du gouvernement et de l'opposition soient du même côté de l'opinion, elles sont jugées et classées indépendamment et ne travaillent pas ensemble. Une équipe affronte les trois autres équipes du tour, y compris contre sa propre équipe d'ouverture ou de fermeture, qu'elle n'est pas censée aider)
La prise de parole alterne entre les deux camps et l'ordre du débat est donc :
1. Premier ministre
2. Leader de l'opposition
3. Vice premier ministre
4. Leader adjoint de l'opposition
5. Membre du gouvernement
6. Membre de l'opposition
7. Censeur du gouvernement
8. Censeur de l'opposition

Comme ces débats ont lieu entre quatre équipes, les rôles sont divisés en deux catégories, ceux des équipes d' ouverture et ceux des équipes de clôture.

### Équipes d'ouverture
Chaque équipe a quatre rôles de base dans ce type de débat. Elles doivent:
- Établir des définitions claires des termes de la motion qui peuvent être interprétés de diverses manières.
- Présentez leur cas.
- Répondre aux arguments soulevés par les équipes adverses.
- Intervenir pendant une prise de parole opposée en demandant un point d'information (débat) (en) .

L'équipe d'ouverture du gouvernement a le "droit semi-divin de définition", empêchant l'opposition de contester sa définition de la motion à moins que ce ne soit un truisme ou clairement contestable.

### Équipes de clôture
Les rôles des deux équipes de clôtures sont de :
- Introduire un nouvel argument qui se concentre sur un aspect du débat non abordé en ouverture.
- Répondre aux arguments des équipes d'ouverture.
- Répondre aux nouveaux arguments.

De plus, les deux derniers orateurs du débat (connus sous le nom de «whisps» en anglais ou censeur en français) jouent un rôle similaire aux troisièmes orateurs dans le débat Australie-Asie :
- Les censeurs du gouvernement et lde l'opposition ne peuvent pas présenter de nouveaux arguments pour leur camp[2]. Il s'agit d'une norme relativement nouvelle qui est devenue la norme au Championnat mondial de débat universitaire, ainsi qu'au Championnat européen de débat universitaire ;
- Ils doivent répondre aux arguments des deux équipes opposées ;
- Ils doivent résumer brièvement l'argument de leur équipe d'ouverture ;
- Ils devraient proposer une conclusion du nouvel argument de leur propre équipe.
- Ils doivent distinguer les arguments avancés par leur partenaire des arguments d'ouverture du gouvernement ou d'ouverture de l'opposition [2]